# Nanocladius jannae
Nanocladius jannae är en tvåvingeart som beskrevs av Lehmann 1979. Nanocladius jannae ingår i släktet Nanocladius och familjen fjädermyggor.
Artens utbredningsområde är Kongo. Inga underarter finns listade i Catalogue of Life.